# Monika Lampová
Monika Lampová (* 7. února 1965, Vítkovice) je ředitelkou Agentury Pondělí. V roce 2008 kandidovala do Senátu ČR za Stranu zelených v Děčíně. Aktivně se účastní života v regionu Šluknovského výběžku.  Organizuje loutkové festivaly v Dolní Poustevně a další kulturní a sportovní aktivity, jako je turistický pochod Severní stopou.
Monika Lampová je vdaná a má dvě děti. Bydlí v Dolní Poustevně.